# Gouverneur de Sainte-Hélène, Ascension et Tristan da Cunha
Le gouverneur de Sainte-Hélène, Ascension et Tristan da Cunha (en anglais : Governor of Saint Helena, Ascension and Tristan da Cunha) est le représentant du monarque britannique dans le Territoire britannique d'outre-mer de Sainte-Hélène, Ascension et Tristan da Cunha. Le gouverneur est nommé par le monarque sur conseil du Gouvernement du Royaume-Uni. Le rôle du gouverneur est d'agir de facto en tant que chef d'État.
Depuis le 13 août 2022, le gouverneur est Nigel Philipps.
Le gouverneur possède son propre drapeau, l'Union Flag marqué des armoiries du territoire.

## Liste des gouverneurs de Sainte-Hélène

### Gouverneurs de la Compagnie des Indes orientales
Le territoire a été gouverné par la Compagnie anglaise des Indes orientales de 1659 à 1834.
- Capt. John Dutton 1659-1660
- Capt. Robert Stringer 1660-1669
- Capt. Richard Coney 1669-1772
- Capt. Anthony Beal 1672-73
- Gouvernorat de la Compagnie néerlandaise des Indes orientales – janvier - mai 1673
- Capt. Richard Keigwin 1673-1674 (intérim)
- Capt. Gregory Field 1674-1678
- Maj. John Blackmore 1678-1690
- Capt. Joshua Johnson 1690-1693
- Capt. Richard Keling 1693-1697
- Capt. Stephen Poirier 1697-1707
- Capt. John Roberts 1708-1711
- Capt. Benjamin Boucher 1711-1713
- Capt. Isaac Pike 1713-1718
- Edward Johnson 1718-1722
- Capt. John Smith 1722-1726
- Edward Byfield (2e fois) 1727-1731
- Isaac Pyke (2e fois) 1731-1738
- John Goodwin 1738-1740
- Duke Crispe (acting) 1740-1741
- Robert Jenkins 1741-1742
- Thomas Lambert 1742-1742
- George Gabriel Powell (intérim) 1742-1744
- David Dunbar 1744-1747
- Charles Hutchinson 1747-1764
- John Skottowe 1764-1782
- Daniel Corneille 1782-1787
- Robert Brooke 1788-1800
- Francis Robson 13 juillet 1801 - 11 mars 1802 (intérim)
- Colonel Robert Patton mars 1802 - ?
- Mark Wilks 1813-1816
- Maj Gen. Hudson Lowe 1816-1821
- Charles Dallas 1828-1834

### Gouverneurs de la Couronne britannique
| N° | Gouverneur                             | Début mandat     | Fin mandat        | Remarques              |
| -- | -------------------------------------- | ---------------- | ----------------- | ---------------------- |
| 1  | Major General George Middlemore        | 24 février 1836  | 6 janvier 1842    |                        |
| 2  | Colonel Hamelin Trelawney              | 6 janvier 1842   | 3 mai 1846        |                        |
| 3  | Major General Sir Patrick Ross         | 23 novembre 1846 | 28 août 1850      |                        |
| 4  | Colonel Sir Thomas Gore Browne         | 18 juillet 1851  | 15 décembre 1854  |                        |
| 5  | Sir Edwa Hay Drummo Hay                | 10 octobre 1856  | 3 juillet 1863    |                        |
| 6  | Admiral Sir Charles Elliot             | 3 juillet 1863   | 29 janvier 1870   |                        |
| 7  | Vice Admiral Charles George Edwa Patey | 4 février 1870   | 1873              |                        |
| 8  | Hudson Ralph Janisch                   | 11 décembre 1873 | 10 mars 1884      |                        |
| 9  | W. Grey Wilson                         | 18 juillet 1890  | 7 juin 1897       |                        |
| 10 | Robert Armitage Sterndale              | 7 juin 1897      | 25 juillet 1902   |                        |
| 11 | Lieutenant Colonel Henry Galway        | 2 février 1903   | 1912              |                        |
| 12 | Major Sir Harry Cordeaux               | 21 février 1912  | Juin 1920         |                        |
| 13 | Colonel Sir Robert Peel                | août 1920        | 10 août 1924      |                        |
|    | Lieutenant-Colonel Harold Iremonger    | 1925             |                   | Gouverneur intérimaire |
| 14 | Sir Charles Harper                     | 2 février 1925   | 8 août 1932       |                        |
| 15 | Sir Spencer Davis                      | 13 octobre 1932  | 25 octobre 1937   |                        |
| 16 | Sir Guy Pilling                        | 16 mars 1938     | 17 juillet 1941   |                        |
| 17 | Major William Bain Gray                | Novembre 1941    | 14 août 1946      |                        |
| 18 | Sir George Joy                         | 31 mai 1947      | 22 septembre 1953 |                        |
| 19 | Sir James Harford                      | 11 janvier 1954  | 1er janvier 1958  |                        |
|    | George Albert Lewis                    | 1er janvier 1958 | 26 février 1958   | Gouverneur intérimaire |
| 20 | Sir Robert Alford                      | 26 février 1958  | 2 mars 1962       |                        |
| 21 | Sir John Field                         | 13 mai 1962      | 25 mai 1968       |                        |
| 22 | Sir Dermod Murphy                      | 27 mai 1968      | 26 juin 1971      |                        |
| 23 | Sir Thomas Oates                       | 1er octobre 1971 | 5 novembre 1976   |                        |
| 24 | Geoffrey Colin Guy                     | 5 décembre 1976  | 5 janvier 1981    |                        |
| 25 | Sir John Dudley Massingham             | 10 mars 1981     | 26 avril 1984     |                        |
| 26 | Francis Eustace Baker                  | 3 août 1984      | 6 avril 1988      |                        |
| 27 | Robert F. Stimson                      | 21 avril 1988    | 16 avril 1991     |                        |
| 28 | Alan Hoole                             | 17 mai 1991      | 17 avril 1995     |                        |
| 29 | David Leslie Smallman                  | 8 septembre 1995 | 1999              |                        |
| 30 | David Hollamby                         | 24 juin 1999     | 29 septembre 2004 |                        |
| 31 | Michael Clancy                         | 15 octobre 2004  | 28 octobre 2007   |                        |
| 32 | Andrew Gurr                            | 11 novembre 2007 | 23 septembre 2011 |                        |
| 33 | Mark Andrew Capes                      | 29 octobre 2011  | 24 mars 2016      |                        |
| 34 | Lisa Honan                             | 25 avril 2016    | 4 mai 2019        |                        |
| 35 | Philip Rushbrook                       | 11 mai 2019      | 20 juin 2022      |                        |
| 36 | Nigel Phillips                         | 13 août 2022     | en fonction       |                        |